# ارشاد منجی
ارشاد منجی (به انگلیسی: Irshad Manji) ‏(زادهٔ ۱۹۶۸) نویسنده و فعال کانادایی است.
گرفتاری امروز با اسلام از کتاب‌های شناخته‌شدهٔ او است که از زمان انتشارش در سال ۲۰۰۳ موجب شهرت او شده‌است. این کتاب تاکنون به بیش از ۲۵ زبان از جمله فارسی ترجمه شده‌است. منجی برای انتشار این کتاب تاکنون چندین بار به مرگ تهدید شده‌است.

منجی یک منتقد اسلام سنتی است و نیویورک تایمز او را «بدترین کابوس اسامه بن لادن» نامیده‌است.

## زندگی شخصی
منجی مسلمان و همجنس‌گرا است.